# Иосиф (Георгиан)
Митрополит Иосиф (рум. Mitropolitul Iosif; в миру Йоан Георгиан, рум. Ioan Gheorghian; 29 августа 1829, Ботошани — 24 января 1909, Бухарест) — епископ Румынской православной церкви, в 1886—1893 и 1896—1909 годы её предстоятель с титулом «митрополит-примас Румынии». Переводчик церковной литературы с греческого и французского языков на румынский.

## Биография
Родился 29 августа 1829 года в городе Ботошани в семье священника. Учился в школе при церкви «Трёх Святителей» и в Михайловской академии в Яссах, а затем посещал различные курсы в Сорбонне (Франция). Хороший ценитель греческого языка, привлечет внимание митрополита Вениамина (Костаки).
В 1846 году в возрасте 17 лет он был пострижен в монашество в Монастыре Могошени и был рукоположен в сан иеродиакона в том же году. Он служил в Хушской епархии и митрополии в Яссах при митрополите Софроние (Миклеску). В 1857 году он был отправлен в качестве диакона в Румынскую часовню в Париже, где он остается до 1863 года. Здесь он имел возможность изучать литературу, предлагая курсы Сорбонны. Возвращаясь в страну, он был рукоположен в сан священника, а затем стал директором семинарии в Монастыре Нямц. Затем стал настоятелем монастыря Тодирени недалеко от Урдужени и позже Монастыря Попэуць.
17 июля 1865 года господарем Александру Иоаном Кузой был назначил Епископом Хушским. 19 июня 1865 года он был рукоположен во епископа Хушского. 24 марта 1879 года был избран епископом Нижнедунайским, проживающим в Галаце. В этом качестве он реорганизовал церковную жизнь в Добрудже, а затем вернулся в Румынию (1878).
22 ноября 1886 года он был избран Примасмо-Митрополитом Румынии. 30 ноября 1886 года состоялась его интронизация в этом качестве. 29 марта 1893 года Митрополит Иосиф вынужден уйти в отставку, после его отказа принять «Закон мирян, духовенства и семинарий», предложенный Таке Ионеску. Вместо этого Коллегия выборщиков с помощью консерваторов избирает 18 мая 1893 года большинством голосов, 168 из 220, епископа Арджеского Геннадия (Петреску). Интронизация в качестве митрополита примата была произведена 21 мая 1893 года в Кафедральном соборе. Первым актом его нового пастора в качестве митрополита был законопроект о священнослужителях и семинариях, который он представил Синоду и за который затем проголосовал парламент.
Выйдя на покой, митрополит Иосиф поселился в Монастыре Кэлдерушэни. В этот период он переводил с французского различные историко-литературные произведения. После кончины митрополита Геннадия (Петреску) митрополит Иосиф был переизбран митрополитом-примасом Румынии 6 декабря 1896 года. 8 декабря 1896 года состоялась его интронизация.
Он был избран почетным членом Румынской академии 21 мая 1901 года.
Скончался 24 января 1909 года в Бухаресте и был похоронен в церкви святого Георгия в Монастыре Черника.